# Шкура

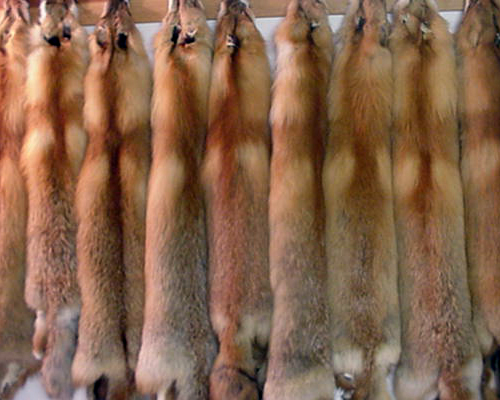
Готові вичинені шкури лисиці із збереженим густим волосяним покровом також носять назву хутро.

Шку́ра — знята з вбитої тварини шкіра з хутром (вовною). Сировина для шкіряного виробництва.

## Опис і класифікація
Шкура тварини складається з волосяного покриву, епідермісу, дерми і підшкірної клітковини. Середній шар шкіри — дерма — це шар, який утворює шкіру. При виробництві видаляється волосяний покрив, епідерміс і підшкірна клітковина. Різні ділянки шкіри прийнято називати топографічними. При виробництві шкіри враховується різна будова і різні властивості топографічних ділянок шкіри.
Шкуру ділять на хребтову (спину) і черевну (черево) частини: кожну з них ділять на менші ділянки.
- Огузок — ділянка шкури, яка відповідає хребцевій частині тіла тварини.
- Хребтик — частина хребта у вигляді поздовжньої смуги, розміщеної на тілі тварини вздовж хребта. Відрізняється довшим волосяним покровом і більш темним забарвленням (у більшості видів).
- Хребет — ділянка шкури, яка відповідає спині та хребцевій частині тіла тварини.
- Загривок — продовження шиї до лопаток.
- Шийка — передня ділянка хребтової частини шкури між вухами і вершинами лопаток.
- Мордка — ділянка шкури від кінця носа до переносиці; лобик — частина шкіри з верхньої сторони голови, розміщена від переносиці до вух; щічки — бокові частини голови.
- Черево — ділянка шкури, розміщена між утвореннями передніх лап і пахвових ділянок (пашини).
- Хвіст — розрізняють кінець хвоста на тип у сріблястих лисиць, іншу частину хвоста називають ріпкою.
- Стегна — ділянки шкури розташовані по двох сторонах хребта.
- Лапки — ділянки шкури в області лопаток тварини.
- Душка — частини шкури, що відповідає грудній частині і горлу тварини.
- Лапи — ділянки шкури кінцівок тварини. У дешевих видів сировини цілі лапи не зберігають, а залишають лише частини їх (передні і задні лапки).

## Обробка шкур

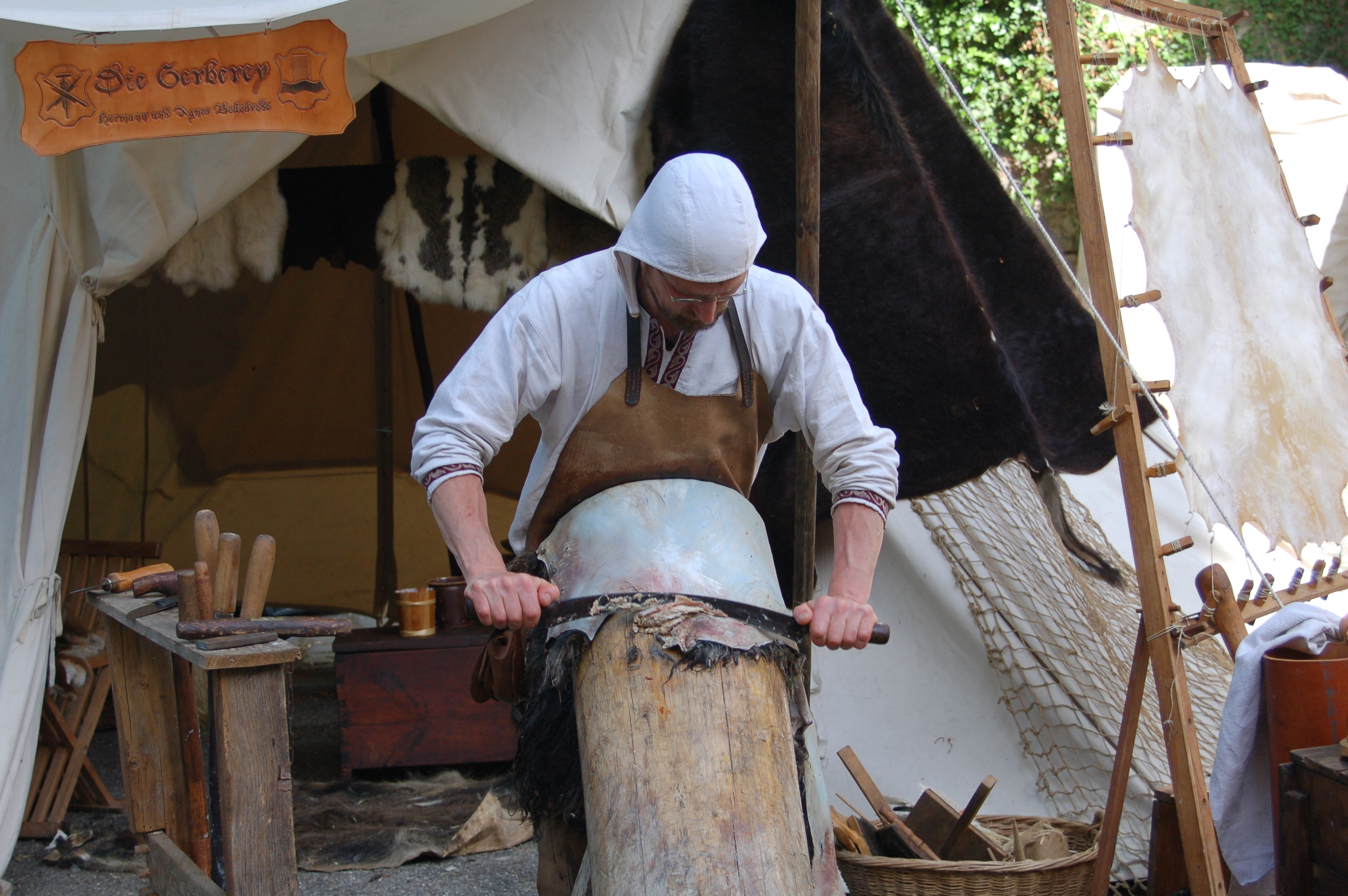
Первинна обробка шкури

Первинна обробка складається з підготовки тушки тварини до знімання шкурки, знежирення, правлення і консервування. Відносно легке зняття шкіри з тварин пояснюється наявністю загальної покривної фасції тіла, що забезпечує рихлий контакт тушки з шкірою. Мета первинної обробки — приведення шкурки в такий стан, за якого досить довго зберігалися б властивості волосяного покриву і шкірної тканини.
Існують три основних способи знімання шкурок: панчохою, трубкою, пластом
- Панчохою знімають шкурки з колонка, ласки, а інколи і соболя. При зніманні шкурок підрізи роблять навколо рота, підрізаючи носові хрящі, після чого поступово стягують шкурку до озадка.
- Трубкою знімають шкурки з більшості звірів: роблять основні розрізи по задньому боку задніх лап, по внутрішньому боку передніх лап, по озадку. Шкурку стягують від озадка до голови.
- При зніманні пластом роблять три розрізи: поздовжній — від нижньої губи по середній лінії черева, і два поперечних — по лініях на рівні задніх і передніх лап. Цей спосіб використовують для знімання шкур з великих тварин, а також з більшості весняних видів.

Знежирювання — це видалення з міздри жирових відкладень. Необхідність знежирювання викликана рядом обставин: підшкірний жир запобігає випаровуванню вологи під час сушіння шкурок.
Правлення — це насаджування шкурок на спеціальні правила певної форми (відповідно до стандарту). Форма правил залежить від виду тварини, способу знімання. Наприклад, шкури, зняті пластом, правлять на дошках, рамах, щитах.
Усі шкури насаджують на правила міздрою назовні. Після підсихання шкурки вивертають і досушують волосом назовні.
Консервування — видалення вологи з шкурок і створення в них несприятливих умов для розвитку гнильних мікробів. Для консервування хутряних шкурок використовують такі способи консервування: прісносухий, мокросолений, сухосолений, кислотно-сольовий і квашення.
- Прісно-сухе консервування — це сушіння шкурок без використання консервуючих речовин. Цим способом консервують більшість видів хутрової сировини, крім каракулю. Сушать при температурі 20-35°С, що забезпечує рівномірне зневоднення шкурок як за площею, так і товщиною. Відносна вологість повітря повинна бути 35-50 %. Шкурки сушать під навісами для запобігання попадання сонячних променів.
- Мокро-солене консервування основане на властивості кухонної солі частково зневоднювати шкурки: нею посипають або її втирають у міздру. Після чого шкурки витримують у штабелях декілька днів. Складають шкурки або міздрею до міздри, або міздрею до волоса. Бажано до солі додавати антисептики.
- Шкурки можна консервувати тузлучним методом у сольовому розчині певної концентрації (тузлук).
- Сухо-солене консервування — це висушування шкурок, законсервованих попередньо мокросоленим способом. Цей спосіб в основному використовується для консервування шкурок ягнят каракулівницьких порід.
- Кислотно-сольове консервування — це обробка шкурок сухою сумішшю, яка складається з 85 % кухонної солі, 7,5 % алюмінієвого галуну і 7,5 % хлористого амонію. Після чого шкурки витримують 4 -5 днів на стелажах. При кислотно-сольовому способі сировина частково отримує властивості вичинених шкурок. Кухонна сіль зневоднює шкірну тканину, алюмінієвий галун дубить, а соляна кислота, що утворюється під час гідролізу хлористого амонію, утворює пікелювальну дію.
- Консервування квашенням — це доконсервування сухо-солених каракульських шкурок. Розчин для квашення складається з вівсяного або ячмінного борошна грубого помолу, солі й води. Цей спосіб використовують на спеціальних каракулевих заводах, що переробляють каракуль на експорт.

Заморожування — сушіння шкурок на морозі. Волога, що міститься в шкурі, під час замерзання при розширенні розриває і розпушує волокна дерми. Міцність шкурок при цьому значно знижується. Крім того, при підвищенні температури шкурки можуть загнивати. Тому цей метод використовується досить рідко.
Опромінювання — перспективний спосіб консервування сировини. Використовують опромінювання гамма-променями і прискореними електронами, можливе використання інших видів опромінювання. Ефективне використання цього способу в поєднанні з мокросолінням.